# Анжеландия
Анжеландия (порт. Angelândia) — муниципалитет в Бразилии, входит в штат Минас-Жерайс. Составная часть мезорегиона Жекитиньонья. Входит в экономико-статистический микрорегион Капелинья. Население составляет 9457 человек на 2006 год. Занимает площадь 184,882 км². Плотность населения — 51,2 чел./км².

## История
Город основан 21 декабря 1995 года.

## Статистика
- Валовой внутренний продукт на 2003 год составляет 22 578 019,00 реалов (данные: Бразильский институт географии и статистики).
- Валовой внутренний продукт на душу населения на 2003 год составляет 2642,25 реалов (данные: Бразильский институт географии и статистики).
- Индекс развития человеческого потенциала на 2000 год составляет 0,635 (данные: Программа развития ООН).